# Великая Калиновка
Великая Калиновка (укр. Велика Калинівка) — село в Хмельницком районе Хмельницкой области Украины.
Население по переписи 2001 года составляло 393 человека. Почтовый индекс — 31312. Телефонный код — 3822. Занимает площадь 0,108 км². Код КОАТУУ — 6825085102.

## Местный совет
31312, Хмельницкая обл., Хмельницкий р-н, с. Олешин, ул. Шестакова, 8